# Aimak
Aimak (o Aimaq) è una popolazione di lingua persiana originaria dell'Afghanistan protagonista di scontri con altre etnie afghane come gli hazara.
Situata negli altopiani a nord-ovest dell'Afghanistan, (soprattutto a nord di Herat), e nella provincia iraniana di Khorasan, questa popolazione presenta molte affinità con il popolo hazara e coi tagiki.